# Lachnum correae
Lachnum correae är en svampart som beskrevs av Spooner 1987. Lachnum correae ingår i släktet Lachnum och familjen Hyaloscyphaceae.   Inga underarter finns listade i Catalogue of Life.